# راین سوییتینگ
راین سوییتینگ (انگلیسی: Ryan Sweeting؛ زادهٔ ۱۴ ژوئیهٔ ۱۹۸۷) یک تنیس‌باز اهل ایالات متحده آمریکا است. او در ۳۱ دسامبر ۲۰۱۳ با کیلی کوئوکو ازدواج کرد و در ۲۵ سپتامبر ۲۰۱۵، اعلام شد که این دو به صورت توافقی تصمیم به جدایی گرفته‌اند. طلاق آنها در ماه مه ۲۰۱۶ نهایی شد.